# Stadniccy herbu Drużyna

Herb hrabiowski Stadnickich

Stadniccy herbu Drużyna – polski ród szlachecki. Korzenie rodu Stadnickich sięgają końca XIV w.

## Przedstawiciele rodu
- Jakub Szumka Stadnicki, h. Drużyna, (Bielski), poległ w bitwie pod Płowcami 27 września 1331 – protoplasta Stadnickich, kasztelan sanocki, kasztelan żarnowski, obrońca Władysława Łokietka.
- Zbigniew Stadnicki h.Drużyna (zm. 1411/4)
  - Mikołaj Stadnicki (podkomorzy) h.Drużyna (zm. 1450/2)
    - Mikołaj Stadnicki ze Żmigrodu, h. Drużyna (1446 – 1490)
      - Andrzej Stadnicki (ur. ? – zm. 1551) – podkomorzy przemyski, potem kasztelan sanocki.
- Marcin Stadnicki z Nowego Żmigrodu, brat Stanisława
- Stanisław Stadnicki (zm. 1542), ojciec Stanisława Mateusza
- Stanisław Mateusz Stadnicki, z Żmigrodu, żonaty z Barbarą Zborowską
  - Stanisław Stadnicki, nazwany "diabłem łańcuckim", syn Stanisława Mateusza.
    - Władysław Stadnicki, zabity w Krzemienicy w 1610 r. – syn Stanisława
    - Zygmunt Stadnicki, syn Stanisława

  - Piotr Kajetan Stadnicki, syn Stanisława Mateusza
  - Mikołaj II Stadnicki, syn Stanisława Mateusza, brat Marcina

- Stanisław II Stadnicki, syn Stanisława, pod kuratelą Stanisława Lubomirskiego
- Andrzej Samuel Stadnicki, kasztelan lubaczowski(1661 – 1672) potem przemyski, syn Marianny z Dębińskich, r. 1675
- Kazimierz Aleksander Stadnicki, proboszcz leski, brat Andrzeja Samuela
- Wiktoryn Stadnicki, kasztelan przemyski, ojciec Jana Franciszka i Józefa Antoniego
- Jan Franciszek Stadnicki, chorąży nadworny koronny, wojewoda wołyński, dziedzic Chrzanowa, syn Wiktoryna, zm. 1713
- Józef Antoni Stadnicki, podstoli buski, kasztelan lubaczowski, bełski
- Piotr Konstanty Stadnicki, syn Jana Franciszka
- Jan Stadnicki (zm. 1739), kasztelan lubaczowski i kamieniecki, dyplomata
- Kazimierz I Stadnicki, starosta libuski, młodszy syn Jana Franciszka, zm. 1718, żona Dorota z Skrzyńskich
- Antoni Stadnicki, syn Kazimierza I
- Teresa Stadnicka, córka Kazimierza, żona Józefa Kantego Ossolińskiego
- Franciszek Stadnicki, Kawaler Orderów Orła Białego i św. Stanisława, konfederat barski; obrońca Krakowa, starosta ostrzeszowski; rotmistrz poseł na sejm z ziemi wieluńskiej
- Mikołaj Franciszek Stadnicki, zm. 1765, autor dzieła; O sposobie nauczania
- Jan Kanty Edward Stadnicki (1765 – 1842) radca Najwyższej Izby Sprawiedliwości w Wiedniu; prezes Forum Nobilium w Tarnowie; zastępca prezesa Wydziału Stanowego; prezes i komisarz królewski Sejmu Stanowego galicyjskiego
- Edward Maria Adolf Stadnicki, syn Jana Kantego Edwarda
- Stanisław Jan Kanty Stadnicki, syn Edwarda Marii Adolfa
- Edward Adam Stadnicki, syn Edwarda Marii Adolfa
- Adam Stadnicki (1882-1982), syn Edwarda Adama, ostatni właściciel Szczawnicy, twórca Inhalatorium
- Antoni Wacław Stadnicki, syn Franciszka
- Ignacy Stadnicki, syn Franciszka
- Jan Kanty Stadnicki, syn Franciszka
- Kazimierz Stadnicki, syn Antoniego (1808 w Żmigrodzie – 1886 we Lwowie), historyk
- Aleksander Stadnicki, syn Antoniego
- Aleksander Stadnicki ze Stadnik h. Sreniawa (1786 – 1853) ur. w Cieklinie.